# Petr Wolfgang Wygodzinsky
Petr Wolfgang Wygodzinsky, auch Peter, Pedro, (* 5. Oktober 1916 in Bonn; † 27. Januar 1987 in Middletown, New York) war ein  deutscher Entomologe. 

## Leben
Wygodzinsky studierte an der Universität Basel, an der er 1939 bei Eduard Handschin promoviert wurde. 1941 erfolgte die Ausreise nach Brasilien in einem, von der evangelischen Flüchtlingshilfe organisierten Transport. Er arbeitete 1941 bis 1947 in Brasilien als Entomologe beim nationalen Malaria-Dienst und im Landwirtschaftsministerium und ab 1948 in Argentinien als Professor an der Universität von Tucuman (und Taxonom für Kriebelmücken am Institut für Tropenmedizin, ab 1954 am Institut Miguel Lillo in Tucuman als Taxonom), 1959 bis 1962 Professor für Entomologie an der Universität von Buenos Aires und war ab 1962 Associate Curator und ab 1966 Kurator am American Museum of Natural History. Er veröffentlichte über 250 wissenschaftliche Arbeiten.
Er befasste sich speziell mit Raubwanzen, aber auch mit anderen Wanzen,  Urinsekten (Apterygota), Zweiflüglern und Käfern. Seine Sammlung ist am American Museum of Natural History. In Lateinamerika arbeitete er auch über Botanik und Genetik.
Er war ab 1976 korrespondierendes Mitglied der Brasilianischen Akademie der Wissenschaften und wurde 1977 Ehrendoktor der Universität von La Plata. 1955 und 1960 war er als Guggenheim Fellow in Berkeley, wo er mit seinem Freund Robert L. Usinger arbeitete.

## Schriften
- Monograph of Emesinae, 1966
- mit Hermann Lent: Revision of the Triatominae, 1979